# Götz Großklaus
Götz Großklaus (* 24. November 1933 in Wilhelmshaven) ist ein deutscher Literatur- und Medienwissenschaftler.

## Leben
Großklaus verbrachte seine frühe Kindheit in Wilhelmshaven. Wegen zu erwartender Fliegerangriffe auf die Werft- und Marine-Hafenstadt lebte er seit Kriegsausbruch (1939) bei den Großeltern in Wernigerode am Harz. Nach dem Krieg kehrte er nach Wilhelmshaven zurück und legte dort 1954 das Abitur ab. Er studierte von 1954 bis 1961 in München, Freiburg und Hamburg Germanistik, Geschichte, Kunstgeschichte und Philosophie. Nach dem ersten Staatsexamen (1961) an der Universität Hamburg war er zunächst Gymnasiallehrer in Wilhelmshaven für die Fächer Deutsch und Geschichte, danach freier Mitarbeiter des Südwestfunks und Stipendiat der Volkswagenstiftung.
1966 promovierte er an der Universität Freiburg in Germanistik mit der Dissertation Zeitentwurf und Zeitgestaltung in den Trauerspielen des Andreas Gryphius. Nach einer kurzen Tätigkeit als wissenschaftlicher Redakteur am Duden-Verlag in Mannheim wurde er 1967 wissenschaftlicher Assistent am von Rudolf Fahrner geleiteten Institut für Literaturwissenschaft der Universität (TH) Karlsruhe. 1973 habilitierte er sich ebenda. Nachdem sein Habilitationsverfahren durch ein auswärtiges Gutachten Harald Weinrichs zum Positiven entschieden worden war, wurde Großklaus dort im Folgejahr zum Professor für Neuere Deutsche Philologie berufen. Im Rahmen des DAAD nahm er mehrere Auslandsprofessuren wahr: 1974–76 an der Universität Kairo, 1983 an der Universität Melbourne als Visiting Fellow und 1995 an der Universität Istanbul. Zahlreiche Gast- und Kongressvorträge führten ihn ins Ausland, unter anderem nach Indien (Neu-Delhi), Japan (Tokyo), Australien (Sydney, Adelaide), Ägypten (Kairo), Marokko (Rabat), USA (Berkeley), Kanada (Vancouver), Italien (Rom), Frankreich (Paris, Nancy, Montpellier, Strasbourg), Türkei (Istanbul).
Großklaus war Mitglied der kollegialen Leitung des von ihm mitbegründeten Interfakultativen Instituts für Angewandte Kulturwissenschaft an der Universität (TH) Karlsruhe, an der er auch das Amt des Prodekans und Dekans der Fakultät für Geistes- und Sozialwissenschaften (1987–1991) ausübte.
1996 wurde er zum Assoziierten Professor für Mediengeschichte an der Staatlichen Hochschule für Gestaltung Karlsruhe ernannt. 1999 wurde er emeritiert.
Von 1999 bis 2006 gehörte er dem Lehrkörper des Graduiertenkollegs „Bild – Körper – Medium“ an der Staatlichen Hochschule für Gestaltung Karlsruhe an.

## Werk
Nach der Dissertation zu Andreas Gryphius hat sich Großklaus immer wieder mit dem Werk von Heinrich Heine auseinandergesetzt, das er semiotisch und kulturwissenschaftlich analysierte. Die frühe Rezeption semiotischer und strukturalistischer Methoden führte ihn Anfang der 1970er Jahre zur Überschreitung traditioneller literaturwissenschaftlicher Ansätze hin zu einer kulturtheoretisch fundierten kritischen Medienwissenschaft. Besonders interessiert hat ihn stets das Problem von Kulturkontakten, also der Opposition von Nähe und Fremde bzw. von Zivilisation/Kultur und Natur sowie das Problem raumzeitlicher Wahrnehmung nicht nur in literarischen Texten, sondern auch in technischen Medien wie Fotografie, Film und Fernsehen. Dabei spielt in seinem Werk, zu dem auch essayistische bzw. belletristische Texte gehören („Ortszeit“, 2005), die Kategorie der Erinnerung eine besondere Rolle.

## Publikationen (Auswahl)

### Monografien
- Zeitentwurf und Zeitgestaltung in den Trauerspielen des Andreas Gryphius. Diss. phil. Freiburg i. Br. 1966.
- Textstruktur und Textgeschichte. Die „Reisebilder“ Heinrich Heines. Eine textlinguistische und texthistorische Beschreibung des Prosatyps. Athenäum, Frankfurt a. M. 1973, ISBN 3-7610-1738-3.
- Natur – Raum. Von der Utopie zur Simulation. Iudicum, München 1993, ISBN 3-89129-097-7.
- Medien-Zeit, Medien-Raum. Zum Wandel der raumzeitlichen Wahrnehmung in der Moderne. Suhrkamp, Frankfurt a. M. 1995, 2. Aufl. 1997 (Suhrkamp Taschenbuch Wissenschaft, 1184), ISBN 3-518-28784-2.
- Medien-Bilder. Inszenierung der Sichtbarkeit. Suhrkamp, Frankfurt a. M. 2004 (edition suhrkamp, 2319), ISBN 3-518-12319-X.
- Ortszeit. Iudicum, München 2005, ISBN 3-89129-924-9.
- Der mediale Sinn der Botschaft. Vier Fallstudien zur Medialität von kulturellen Leitdiskursen der Heterochronie, des Gedächtnisses, der Bildung und der Zeit. Fink, Paderborn, München 2008, ISBN 3-7705-4613-X.
- Vierzig Jahre Literaturwissenschaft (1969–2009). Zur Geschichte der kultur- und medienwissenschaftlichen Öffnung. Lang, Frankfurt a. M. u. a. 2011, ISBN 978-3-631-61267-5.
- Heinrich Heine. Der Dichter der Modernität. Fink, Paderborn 2013, ISBN 3-7705-5570-8.
- Das Janusgesicht Europas. Zur Kritik des kolonialen Diskurses. Transcript, Bielefeld 2017 (= Edition Kulturwissenschaft, Band 149), ISBN 3-8376-4033-7.
- Stillstände. Das Gedächtnis der Kriegskinder 1939–1989. Info-Verlag, Bretten 2020 (= Lindemanns Bibliothek, Band 366), ISBN 3-96308-096-5.

### Herausgeberschaften
- Geistesgeschichtliche Perspektiven. Rückblick, Augenblick, Ausblick. Festschrift für Rudolf Fahrner zu seinem 65. Geburtstag. Bouvier, Bonn 1969, ISBN 3-416-65200-2.
- Werte in kommunikativen Prozessen. Beiträge und Diskussionen der 8. Karlsruher Tage für Experimentelle Kunst und Kunstwissenschaft. Klett-Cotta, Stuttgart 1980 (= Karlsruher kulturwissenschaftliche Arbeiten, 3; mit Ernst Oldemeyer), ISBN 3-12-913910-9.
- Natur als Gegenwelt. Beiträge zur Kulturgeschichte der Natur. Von Loeper, Karlsruhe 1983 (mit Ernst Oldemeyer), ISBN 3-86059-010-3.
- Literatur in einer industriellen Kultur. Cotta, Stuttgart 1989 (= Veröffentlichungen der Deutschen Schillergesellschaft, Band 44; mit Eberhard Lämmert), ISBN 3-7681-9987-8.
- Nachdenken statt Nachrüsten – Wissenschaftler für den Frieden. Von Loeper, Karlsruhe 1983 (mit Werner Buckel, Hans Schulte), ISBN 3-88652-011-0.

### Aufsätze
- Medienphilosophie des Raums. In: Mike Sandbothe, Ludwig Nagl (Hrsg.): Systematische Medienphilosophie. Akademie Verlag, Berlin 2005, S. 3–20 (= Deutsche Zeitschrift für Philosophie. Sonderband 7), ISBN 3-05-003846-2.
- Kultur als Zeichen- und Symbolsystem. Eine Einführung. In: Caroline Y. Robertson-Wensauer (Hrsg.): Aspekte einer angewandten Kulturwissenschaft. Nomos, Baden-Baden 2000, S. 85–102 (= Schriften des Instituts für Angewandte Kulturwissenschaft der Universität Karlsruhe (TH). Band 6), ISBN 3-7890-6169-7.
- Technikforschung in kulturwissenschaftlicher Perspektive. In: Günter Ropohl (Hrsg.): Erträge der interdisziplinären Technikforschung. Eine Bilanz nach 20 Jahren. Verlag Erich Schmidt, Berlin 2001, S. 215ff. ISBN 3-503-06008-1.
- Deutschland nach dem Krieg. Eine literarische Spurensuche. In: Manfred Durzak, Nilüfer Kuruyazıcı (Hrsg.): Interkulturelle Begegnungen. Festschrift für Şara Sayın. Königshausen & Neumann, Würzburg 2004, ISBN 3-8260-2899-6.
- Vermittlung deutscher Literatur im Ausland in kultursemiotischer Sicht. Auch ein interkulturelles Modell. In: Kairoer Germanistische Studien. Band 6, Kairo 1991, S. 451–476 (= Erster Internationaler Germanisten-Kongress).
- Haus und Natur. Georg Büchners "Lenz'" Zum Verlust des sozialen Ortes. In: Recherches germaniques. Band 12, Strasbourg 1982, S. 68–77.
- Österreichische Mythen. Zu zwei Filmen von Thomas Bernhard und Peter Handke. In: Zeitschrift für Literaturwissenschaft und Linguistik, hrsg. von Helmut Kreuzer. Heft 36, Jg. 9, Vandenhoeck & Ruprecht, Göttingen 1979.